# Argisto Giuffredi
Argisto Giuffredi (Palermo, 1535 – Palermo, 19 agosto 1593) è stato un poeta italiano.
Notaio, ebbe una vita densa di processi e liti giudiziari, cosicché nel 1593 fu imprigionato nella fortezza di Castellammare, dove morì in una tragica esplosione insieme al poeta Antonio Veneziano.
La sua opera più importante è Avvertimenti cristiani (1585).